# 20817 Люсяофин
20817 Люсяофин (20817 Liuxiaofeng) — астероїд головного поясу, відкритий 1 жовтня 2000 року.
Тіссеранів параметр щодо Юпітера — 3,310.